# Cotesia bonariensis
Cotesia bonariensis är en stekelart som först beskrevs av Juan Brèthes 1916.  Cotesia bonariensis ingår i släktet Cotesia och familjen bracksteklar. Inga underarter finns listade i Catalogue of Life.